# Rußhexe

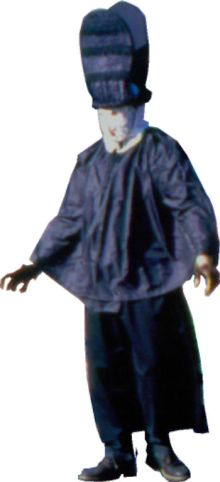
Die Rußhexe Empfingen

Die Rußhexe ist eine Figur der derben, bäuerlichen Fasnet. Früher gab es in allen Gebieten der Schwäbisch-Alemannischen Fastnacht verschiedene Brauchausführungen, bei welcher an den Fastnachtstagen Leuten das Gesicht mit Ruß geschwärzt wurde. In manchen Orten schwärzten sich die Einwohner gegenseitig, in anderen entwickelten sich Brauchtumsfiguren, welche dieses Rußeln ausführten. Generell wird der Freitag zwischen „Schmotziger Donnerstag“ und „Fastnachtssonntag“ als „Rußiger Freitag“ bezeichnet, jedoch kann der Brauch, je nach Ort, auch an anderen Tagen sein. Das „Rußeln“ ist heute eher eine Seltenheit und beschränkt sich darum auf wenige Orte. In Empfingen (Lkr. Freudenstadt) handelt es sich bei der Rußhexe um eine der beiden ursprünglichen Hexenfiguren der Empfinger Fleckenfasnet.
Sie tritt am Schmotzigen Donnerstag (Ortsdialekt: Ruaßiger Dauschtig) als freies Brauchtum in Empfingen auf. Mit rußgeschmierten Händen schwärzt sie den Passanten kräftig das Gesicht. Erklärungen, warum das Rußeln in Empfingen am Donnerstag ausgeführt wird, gibt es bisher keine. Die Rußhexen werden im Ortsdialekt auch mit „Gatterhaube“ bezeichnet, die von der Kopfbedeckung herrührt. Der Ursprung dieser Haube sind die Trachten-Radhauben („Gadderhaub“) der örtlichen weiblichen Trachtenkleidung.  Diese existierten in Bruchteilen noch bis etwa 1970 in der freien Fasnet und wurden im Gegensatz zum Tragen im bürgerlichen Leben umgekehrt aufgesetzt. Wer nun zwei Radhauben besaß, setzte sich beide gleichzeitig auf.

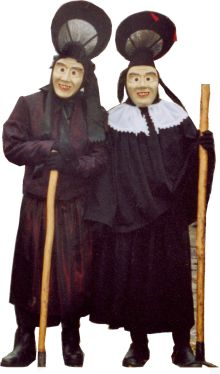
„Alte Hexe“ Empfingen

Wer keine eigenen Radhauben mehr besaß fertigte eine Nachahmung derselben an, dadurch entstand die heute durchgängig  getragene Doppel-Gatterhaube. Aus der Trachtenbekleidung entstammen auch von der Rußhexe getragenen zwei Röcken. Ein Rock an den Hüften und ein Rock über den Schultern. Das Gesicht ist bis heute mit einer Textilie verdeckt, in der Mehrheit aus gebrauchten Stoffgardinen. Sie geht in schwarzen Lederstiefeln Das Rußhexentreiben begann mit dem 12 Uhr Schlag der Kirchenuhr und endete früher mit dem Betzeitläuten. Ausführende sind nur Männer und Burschen des Ortes, vor allem die unterschiedlichen Jahrgangs-Kameradschaften  Die Narrenzunft übernahm bei deren Gründung 1951 die Rußhexe oder „Gatterhaube“ nicht als Traditionsfigur  auf, sondern nur die „Alte Hexe“, welche von Sonntag bis Dienstag unterwegs war, diese trug ebenfalls die Frauentracht, jedoch mehrheitlich als Oberteil die Trachtenbluse („Bausch-Mutz“) und hatte keinen Besen, sondern die kurzstielige, zweizinkige Ofengabel. Diese Hexe trug, auf einer Abbildung von 1936 schon ein Hexengesicht, vermutlich Pappmaché, Hexen-Holzmasken folgten erst ab 1953.

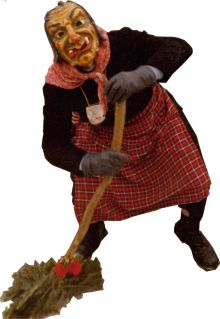
„Neue Hexe“ Empfingen

Die bisher so existierende Hexe lief 1951 und 1952 noch unverändert im Umzug mit, danach gingen die Verantwortlichen mit rigorosen Kurs über, die Trachtenkleidung aus der Vereins-Fastnacht herauszutrennen, mit der Absicht mit den noch vorhandenen Trachtenkleidungsteilen eine Trachtengruppe zu gründen, welche 1958 dann erfolgte. Die alte Hexe wurde daher in Schritten der immer mehr dominierenden „modernen Schwäbisch – Alemannischen Hexe“ angeglichen, 1955 war die Umgestaltung abgeschlossen, die „Neue Hexe“, mit Besen und geschnitzter Holzlarve. Völligen Angleich an die Moderne verpasste sich die Hexengruppe selbst, indem sie sich um 1980 den Namen „Saiwaldhexe“ überstülpte. Bis dahin hatte die „Neue Hexe“ überhaupt keinen Beinamen. Um nun diese bemerkenswerte Entwicklung von der „Alten“ zu „Neuen“ aufzuzeigen und den Ursprung transparent zu machen, gestaltete die Narrenzunft die begrenzte Zahl von vier alte Hexen streng dem früheren Vorbild. Diese wurden dann 2005 in die Gruppe „Alt-Empfinger-Fasnet“ integriert, welche das freie Treiben zeigen soll.

## Bekannte Bräuche und Figuren
- Rußhexe Empfingen
- Rußler Scheer
- Rußhexe Schömberg (bei Balingen)-Schörzingen
- Rußhexe Merdingen
- Rußhexe Egesheim